# Russ Mitchell
Russell Lance Mitchell (né le 15 février 1985 à Rome, Géorgie, États-Unis) est un joueur de baseball évoluant aux positions de premier but et troisième but. Il a fait ses débuts dans les Ligues majeures au cours de la saison 2010 avec les Dodgers de Los Angeles.

## Carrière
Russ Mitchell est drafté en 15e ronde par les Dodgers de Los Angeles en 2003.
Il fait ses débuts dans les majeures avec les Dodgers le 8 septembre 2010. Son premier coup sûr dans les grandes ligues est aussi un coup de circuit. Il est réussi le 16 septembre 2010 à San Francisco contre les Giants et accordé par le lanceur Jonathan Sanchez.

## Statistiques
| Saison | Équipe     | G  | AB | R | H | 2B | 3B | HR | RBI | SB | BA    |
| ------ | ---------- | -- | -- | - | - | -- | -- | -- | --- | -- | ----- |
| 2010   | LA Dodgers | 15 | 42 | 3 | 6 | 0  | 0  | 2  | 4   | 0  | 0,143 |
| Totaux | Totaux     | 15 | 42 | 3 | 6 | 0  | 0  | 2  | 4   | 0  | 0,143 |

Note : G = Matches joués ; AB = Passages au bâton; R = Points ; H = Coups sûrs ; 2B = Doubles ; 3B = Triples ; 
HR = Coup de circuit ; RBI = Points produits ; SB = Buts volés ; BA = Moyenne au bâton.